# Zaglyptomorpha minuta
Zaglyptomorpha minuta là một loài tò vò trong họ Ichneumonidae.